# Kai Winding
Kai Chresten Winding (Aarhus, 18 mei 1922 - Yonkers, 6 mei 1983) was een uit Denemarken afkomstige Amerikaanse jazztrombonist.

## Biografie
Windings familie emigreerde in 1934 naar de Verenigde staten. Hij begon in 1940 zijn muzikantencarrière en speelde eerst bij Sonny Durham en Alvino Ray (1941). Na verbintenissen in de bands van Shorty Allen, Benny Goodman (1945–46), Stan Kenton (1946–47), Charlie Ventura (1947–48) en Tadd Dameron (1948–49) leidde hij een combo met Buddy Stewart en was hij betrokken bij Birth of the Cool-opnamen van Miles Davis, om vervolgens te werken met Gerry Mulligan. Na een optreden bij de radio en televisie werkte hij van 1954 tot 1956 met J.J. Johnson als tweede trombonist in het kwintet, dat zeer populair werd. In de Jazz Composers Workshop van Charles Mingus speelden vier trombonisten (bijkomend nog Willie Dennis en Bennie Green) met een ritmesectie, bestaande uit John Lewis, Charles Mingus en Art Taylor.
Midden jaren 1950 formeerde hij een septet met Carl Fontana, Wayne Andre, Dick Lieb en een ritmesectie, bestaande uit Roy Frazee, Kenny O'Brien en Jack Franklin. Later werkte hij als studiomuzikant in New York. Tijdens deze periode hield hij zich al bezig met de inzet van elektronische hulpmiddelen in een blazersensemble. In 1962 werd Winding muzikaal leider van de Playboy Clubs van Hugh Hefner. Geadviseerd door producent Creed Taylor nam hij tijdens deze periode enkele albums op met jazz-georiënteerde popmuziek, zoals More met de titelmelodie voor de film Mondo Cane in arrangement van Claus Ogerman. Diverse albums uit deze tijd kunnen ook worden geclassificeerd in het genre easy listening.
Begin jaren 1970 nam hij deel aan twee tournees met de Giants of Jazz (Dizzy Gillespie, Sonny Stitt, Thelonious Monk, Al McKibbon en Art Blakey). Eind jaren 1970 vormde Kai Winding samen met de trombonisten Bill Watrous, Albert Mangelsdorff en Jiggs Whigham de band Trombone Summit, waarmee hij in 1980 voor het Duitse label MPS Records een plaatopname maakte. In 1980 speelde hij in een combo met Curtis Fuller.
Winding was een van de eerste trombonisten, die succesvol aansloten op de bop. Hij bleef echter steeds toegewijd aan de swing en was anderzijds op zoek naar uitbreidingsmogelijkheden in de modernjazz. In vergelijking tot J.J. Johnson is zijn geluid op de trombone ruwer. Hij nam ook op met Neal Hefti, de Kirby Stone Four, de Anita Kerr Singers en Chubby Jackson.

## Overlijden
Kai Winding overleed in mei 1983 op 60-jarige leeftijd aan de gevolgen van een hersentumor.

## Discografie
- 1952–1954: Kai and Jay with Bennie Green and Strings (OJC)
- 1955/1956: Trombone for Two/Trombone Sound (Collectables)
- 1955: Nuff Said (Rhino) met J. J. Johnson, Dick Katz, Tommy Potter, Al Harewood
- 1957: Jive at Five (Status) met Carl Fontana
- 1980: Bon Appetit: The Definitive Black & Blue Sessions (Black & Blue) met Curtis Fuller, Hank Jones, John Clayton, Jimmy Cobb
- 2008: Jazz for Playboys: Kai Winding (Jazz Club/Verve/Universal)
- 2012: verscheen in de serie 'Jazzplus' (Label Verve Records) een cd, die in totaal 24 nummers van twee van zijn platen samenstelt resp. opnieuw uitbrengt, namelijk van Soul Surfin'  en van Mondo Cane